# Art of Fighting
Art of Fighting (龍虎の拳, Ryuuko no Ken) é uma trilogia de jogos de luta lançada para a plataforma Neo Geo no início da década de 90. Foi a segunda franquia de jogos de luta criada pela SNK, logo após a série Fatal Fury, que acontece no mesmo universo fictício. O Art of Fighting original foi lançado em 1992 e teve duas sequências: Art of Fighting 2 (龍虎の拳2) em 1994 and Art of Fighting 3: The Path of the Warrior (ART OF FIGHTING 龍虎の拳 外伝) em 1996.
Foi a primeira série de jogos de luta da SNK com os desenhos do ilustrador Shinkiro, que depois trabalhou nas séries Fatal Fury e The King of Fighters.

## Sinopse
Art of Fighting foi baseado em uma história em formato mangá. No jogo, a família Sakazaki passa por uma crise ao descobrirem que a irmã mais nova de Ryo Sakazaki, Yuri, fora raptada. Ryo conta com a ajuda de seu melhor amigo Robert Garcia, que também é seu rival dentro do tatame. Os dois  passam a percorrer toda a cidade em busca de pistas, encontrando sujeitos pouco convencionais dentro de lugares estratégicos como o dojô de Todoh, a periferia (“Downtown”), o “Bar do Mack”, e até uma base militar.
Os encontros de Ryo e Robert com os homens que guardam esses lugares não são muito diplomáticos: a conversa logo vira provocação, e a briga se inicia. A missão do jogador portanto é descobrir o cativeiro onde Yuri está mantida refém, usando tudo o que sabe nas artes marciais.

## Comandos
Art Of Fighting utilizava todos os quarto botões disponíveis do joystick do Neo Geo, além do manche de oito direções.
- O botão A servia para dar o comando de soco fraco (pressionado mais tempo executava soco forte) e também fornecia o comando de recuperação da segunda barra de energia quando pressionado por mais de um segundo.

- O botão B servia para dar o comando de chute fraco (pressionado mais tempo executava chute forte).

- O botão C servia para dar um golpe forte, que poderia ser tanto um soco ou um giro com chute, dependendo da posição dos adversários na tela. O botão C também era responsável pelos apoios que o jogador poderia utilizar para escapar de ser encurralado no canto da tela.

Para tanto, o jogador deveria usar o seguinte procedimento: encostado no canto da tela (à esquerda ou à direita), o lutador saltava para trás e, no auge do pulo, o jogador apertava o botão C junto com o controle direcional posicionado para cima.
Dessa forma, o lutador dava um grande salto por cima do adversário. Essa técnica servia tanto para escapar de uma situação de encurralamento, como para atacar a distância, ou mesmo para atingir o adversário nas costas, por trás (apertando o botão C novamente, durante a queda). O botão C ainda era usado para agarrar o adversário.
- O botão D servia para dar o comando de provocar o adversário. Esse comando tirava a ‘’segunda barra de energia‘’ do oponente (ver maiores detalhes no tópico Modo de Luta).

- O manche direcional respondia as funções dos movimentos do lutador pela tela, como caminhar, saltar e correr. A combinação de movimentos específicos do manche direcional, junto com um dos botões (A,B ou C), habilitavam alguns golpes e técnicas especiais.

## As técnicas mortais
Também conhecidas no jogo como 必殺技 = Hissatsu-waza. São as técnicas secretas que são habilitadas quando o jogador usa uma certa combinação de comandos com o manche direcional, combinado com um dos botões do joystick. O jogador conhece cada uma das várias técnicas ao longo do jogo, sempre que ele se torna bem sucedido nas fases de bônus (Bonus Game). As técnicas mortais são importantes para que o jogador tenha uma melhor performance durante as lutas.

## O “Modo provocação”.
Em Art Of Fighting podia-se provocar os adversários, recurso inédito num jogo de luta. Para isso, bastava apertar o botão D para ver Ryo chamando seu oponente para a briga. O “modo provocação” era útil pois fazia com que os adversários perdessem um pouco de seu  “life especial” (ou “segunda barra de energia”) a cada provocação, reduzindo suas chances de atacar com técnicas e golpes especiais.
Para ser bem sucedido na hora de humilhar o adversário, o jogador precisava manter uma certa distância, pois no momento da provocação, o oponente poderia facilmente chegar perto e atacar. E não era apenas Ryo quem tinha esse privilégio: todos os demais oponentes de Art Of Fighting tinham sua maneira de desprezar e humilhar Ryo e Robert.

## Heróis

### Ryo Sakazaki
Perito nas artes marciais, fisicamente muito forte. É capaz de soltar golpes especiais como o Kouken, além do maravilhoso Haoushoukouken, uma técnica ele solta a partir do tronco, e usando toda a amplitude de seus membros superiores para frente de seu corpo. Ryo é o "Dragão" do título original em japonês.

### Robert Garcia
Amigo e principal rival de Ryo dentro do tatame. Foram treinados na mesma escola de artes marciais, portanto seguem a mesma filosofia e estilo de luta. A única diferença é que Robert solta suas técnicas com uma cor diferente (laranja). Robert é de descendência italiana, e além disso é um lutador com muita audácia e vaidoso. Robert é o "Tigre" do título original em japonês.

## Outros Lutadores
A cada estágio um bairro da cidade de South Town, em cada bairro um oponente:
Em Karuta: Ryuhaku Todoh – Um lutador vestido com uma armadura de kendô, baixa estatura mas muito forte e tenaz. Um adversário forte e levemente ágil, porém com um baixo repertório de golpes.
No Mac´s Bar: Jack Turner – Um lutador de alta estatura, lento e pesado. Possuía um soco poderoso e tinha como golpe – surpresa uma espécie de voadora com as duas pernas. Existe um "bug" no jogo que faz com que Jack sempre reaja da mesma forma, com uma voadora simples: basta que o jogador mantenha seu lutador agachado por um instante, e Jack virá rapidamente em sua direção, dando o referido golpe. Seu ponto fraco é sua lentidão devido ao excesso de peso.
Em China Town: Lee Pai Long – Em China Town encontrávamos este pequeno e ágil lutador de Kung Fu usando uma máscara para esconder o seu rosto, armado com garras afiadas nos punhos. Lee era muito rápido nos ataques, e era preciso saber se defender muito bem de seus golpes.
Restaurante L´amour: King – Uma lutadora francesa de Muay Thai que tomava conta do restaurante L´amour, não se engane com sua refinada educação e aparente delicadeza: com ela era preciso muito cuidado com seus ataques especiais que mesclava agilidade com golpes precisos, especialmente quando ela soltava sua poderosa técnica com as pernas, sempre de forma rápida e intensa. Outra marca registrada da série Art of Fighting era quando se nocauteava King com um golpe especial: sua blusa rasgava, permitindo que parte dos seus seios fossem vistos.
Down Town: Mickey Rogers – Um lutador que costumava dar trabalho, pois possuía uma ótima defesa, além de seu golpe especial chamado "Burning Upper". Era um marginal lutador de boxe afro–americano que se encontrava no subúrbio, em um beco.
The Guardian: John Crawley – Seu aspecto era intimidador: um lutador ágil, esperto e sujo. Este militar corrupto e contrabandista de armas que era envolvido em atividades ilícitas com Mr. Big como seu "braço direito". Era muito forte e rápido nos seus ataques.
Factory: Mr. Big – Um dos adversários mais difíceis do jogo. Este chefe do crime organizado das ruas de South Town é um exímio lutador de Eskrima, era armado com dois bastões de rotim (ratã) especiais em cada uma das mãos, que ele utilizava com maestria. Além dessas armas, este lutador movia–se rapidamente por todo o campo de ação com muita velocidade, rolando pelo chão e atacando com suas armas logo em seguida. Além disso, sabia provocar (tirar "energia espiritual") como ninguém, e também usar seu poderoso ataque especial, um tipo de "mergulho" que era investido contra o adversário de forma fatal.
Dojo de caratê abandonado: O lutador "?" ou Mr. Karatê – vestido de forma similar a Ryo, este lutador mascarado sabia utilizar todas as técnicas de luta de Ryo e Robert, inclusive a poderosa técnica Haoushoukouken. É como se o jogador lutasse contra seu próprio reflexo no espelho.

## Bonus Game
超必殺技伝授= Tchou Hissatsu Waza Denju ( Aprendizado da Super Técnica Mortal) - esta é a técnica especial que Ryo (ou Robert) tem a oportunidade de aprender na academia, depois da segunda peleja. O jogador deve acertar a seqüência de comandos com o controle direcional para ser bem sucedido e soltar o Haoushoukouken, no mínimo cinco vezes (no modo "easy"). Quando bem sucedido no treinamento, o jogador pode usar essa impressionante técnica contra os adversários que virão à sua frente.
氷柱割り= Hyoutchuu Wari (Quebra de Blocos de Gelo) - aqui o importante é o jogador apertar o maior número de vezes o botão A para que Ryo acumule energia suficiente e consiga quebrar todos os blocos de gelo. Como recompensa, o "life" de Ryo (ou Robert) aumenta.
ビール瓶切り= Biiru Bin Kiri (Corte de Garrafas de Cerveja) - aqui é necessário muita atenção para fazer com que Ryo consiga acumular a concentração necessária para conseguir quebrar todas as garrafas sem derrubá- las no chão. O jogador que obtiver êxito verá sua ‘’segunda barra de energia’’ crescer, o que pode ser útil para se usar mais vezes as técnicas secretas que demandam esse tipo de energia.

## A trajetória de Art of Fighting no Brasil
No Brasil, Art of Fighting ficou muito mais conhecido na versão arcade, que era similar à versão caseira lançada para o console Neo Geo. Isso ocorreu devido ao elevado custo do console e do cartucho no país, pois o produto era importado, além de ser considerado luxuoso e muito sofisticado. Outro modo de conhecer Art of Fighting era nas locadoras, que na época disponibilizavam o aluguel do console por hora dentro de suas dependências.
Art Of Fighting foi muito apreciado e jogado até, pelo menos, final de 1993. No fliperama, em 1992, Art Of Fighting concorria diretamente com Street Fighter II, que fazia muito sucesso e era mais popular (versões Champion Edition e Hyper Fighting), e também com os jogos World Heroes (menos sofisticado), o fotorrealístico Pit Fighter da Atari e a boa série Fatal Fury.
Mais tarde, já em 1993, Art Of Fighting ainda mantinha- se firme ao lado do novo Fatal Fury 2, do belíssimo Samurai Shodown (jogo) (lançado pela mesma SNK), do inovador Savage Reign, e do violento mas não menos popular Mortal Kombat. Em 1994, Art Of Fighting começa a ser deixado rapidamente de lado, pois chegam às salas de fliperama Samurai Shodown II, The King of Fighters ’94 e Art of Fighting 2.
Assim, a série Art Of Fighting terminou definitivamente em 1996 com o lançamento de Art Of Fighting 3 – The Path Of The Warrior (conhecido no Japão com o título de 龍虎の拳外伝 = Ryuuko No Ken Gaiden). Para não decepcionar os fãs, alguns dos personagens foram revividos em outros mais bem sucedidos jogos de luta, como na série The King Of Fighters, também produzida pela SNK.

### A série Art of Fighting
- Art of Fighting (1992)

- Art of Fighting 2 (1994)

- Art of Fighting 3: The Path of the Warrior (Ryuuko no Ken Gaiden no Japão) (1996)

## Jogos da sequência
- Art of Fighting 2
- Art of Fighting 3